# Union of Good
La Union of Good, abrégée UG, aussi connue sous le nom de Charity Coalition, est une organisation réunissant plus de cinquante associations caritatives islamiques qui recueillent des fonds destinés à des organisations affiliées au Hamas.
Créée en mai 2001 en Arabie saoudite, l’association a été interdite à Gaza et en Cisjordanie en 2002, avant d’être interdite sur tout le territoire israélien en 2008. En novembre de la même année, le Département du Trésor américain a inclus la Union of Good sur sa liste d’organisations soutenant le terrorisme.

## Structure
L'Union est présidée par Youssef al-Qaradâwî, un imam militant proche des Frères musulmans. Au mois d’octobre 2000, au début de la Seconde intifada, Al-Qaradawi crée l’UG en collaboration avec les dirigeants du Hamas pour financer une «campagne de 101 jours » d’aide à la population civile palestinienne. À la suite du succès de cette opération, la Union of Good s’est structurée pour former un réseau pérenne.
L’UG est composée d’individus et d’organisations non-gouvernementales affiliées avec le Hamas et, pour certaines d’entre elles, désignées formellement par des gouvernements occidentaux comme terroristes. Selon les informations mises à disposition dans une étude publiée en 2005 le département de recherche sur le terrorisme du Center for Special Studies (CSS), l'Union aurait transmis des fonds collectés par des ONG et autres organisations caritatives musulmanes pour financer les activités du Hamas[réf. nécessaire].
L’étude souligne que l'UG a divisé les territoires palestiniens en quatre régions administratives pour maximiser l’efficacité dans le transfert de fonds. Dans trois des régions  (« Cisjordanie Nord », « Cisjordanie Centre » et « Cisjordanie Sud »), l’UG s’est associée à des filiales locales du Hamas. En Cisjordanie Nord, l’UG a choisi de collaborer avec l’organisation Al-Tadhamoun, basée à Naplouse, tandis qu’Al-Islah, basée à Ramallah, gère les activités du Hamas en Cisjordanie Centre. Pour ce qui concerne la Cisjordanie Sud, l’UG travaille avec l’association Islamic Charity Society de Hébron. Dans la quatrième région, qui correspond à la Bande de Gaza, l’UG opère indépendamment, sans passer par une organisation locale.

## Activités
Selon le département du Trésor américain, la mission principale de l’UG est de renforcer la position politique et militaire du Hamas à Gaza et en Cisjordanie.
L'organisation a fourni des fonds pour des branches caritatives du Hamas dans la bande de Gaza, permettant ainsi de financer des projets liés à l’aide alimentaire, à l’éducation, à la construction de bâtiments publics, et au soutien des familles des victimes de la violence entre la population palestinienne et les forces israéliennes. Ces actions visent à renforcer la popularité du Hamas parmi les populations civiles palestiniennes.

## Organisations membres
Selon le gouvernement israélien, parmi les organisations membres de l’UG figurent les suivantes : 
- International Islamic Relief Organization, IIRO (Arabie saoudite)
- Holy Land Foundation (États-Unis)
- Société caritative du Yémen Al-Aqsa, présidée par Mohammed Ali Hassan Al-Moayad
- Interpal (Royaume-Uni)
- IHH (Turquie)
- Palästinensischer Humanitärer Verein (Autriche)
- Assemblée mondiale de la jeunesse musulmane
- Al-Aqsa Foundation

Interpal (aussi connu sous le nom de « Palestinian Relief and Development Fund »), dont le siège est au Royaume-Uni, représente l’UG en Europe.
Six organisations membres de l’UG ont leur siège dans la Westgate House, un immeuble de bureaux à Londres identifié par The Telegraph comme la principale plaque tournante pour les activités des Frères Musulmans et du Hamas en Europe.
L'organisme de bienfaisance a été désigné comme entité terroriste par le département du Trésor américain en août 2003, en grande partie à cause des liens financiers et de logistique entre l’UG et Interpal (partage de serveurs internet, de numéros de téléphone, etc.) Les deux organisations ont aussi en commun un grand nombre de leurs dirigeants, et notamment Essam Yusuf, qui a par ailleurs été membre du Comité Exécutif du Hamas sous la direction du militant islamiste Khaled Mechaal.
En 2009, la Charity Commission for England and Wales, l’autorité britannique responsable des organisations caritatives, a ordonné la dissolution du partenariat entre Interpal et l’UG. Cependant, Essam Yusuf continue à jouer un rôle dans les activités de l’UG.
Selon le Trésor américain, l’UG reçoit des fonds de la part de nombreuses organisations désignées comme terroristes du fait de leurs liens avec le Hamas. Parmi ces dernières figurent le Comité de bienfaisance et de secours aux Palestiniens (une association française) et l’Association de secours palestinien, sa filiale suisse; le Palästinensische Vereinigung in Österreich (Autriche); et le Sanabil Association for Relief and Development (Liban).
La majorité de ce financement passe par Arab Bank, une institution financière présente au niveau international. La banque a été l’objet de poursuites judiciaires aux États-Unis pour avoir participé en connaissance de cause à plusieurs attentats terroristes au Moyen-Orient.
Une cinquantaine d’autres organisations participent aux activités de l’UG.

## Soutien au terrorisme
L'UG a été désigné par l’OFAC (US Office of Foreign Assets Control) comme faisant partie de la catégorie « Specially Designated Global Terrorist ». Cette désignation permet aux autorités américaines de geler les avoirs des individus et des entités étrangères ayant commis, ou susceptibles de commettre, des actes terroristes.
Selon le département du Trésor américain, « l’équipe dirigeante de l’UG est composée en partie de cadres du Hamas ainsi que d'autres partisans du terrorisme. »
L’un des membres fondateurs de l’UG Youssef Al-Qaradawi est interdit de territoire aux États-Unis, en France et au Royaume-Uni en raison de ses liens avec le terrorisme.
Abdelmajid Zendani, autre dirigeant du groupe, lève des fonds pour le Hamas et soutient publiquement Al-Qaïda.